# Simon Beerli
Simon Beerli (* 1994) ist ein Schweizer Unihockeyspieler, der beim Nationalliga-A-Verein UHC Uster unter Vertrag steht.

## Karriere
Beerli debütierte während der Saison 2013/2014 für den HC Rychenberg Winterthur in der Nationalliga A. Zur Saison 2015/2016 wechselte Beerli zu Floorball Thurgau in die zweithöchste Spielklasse. Auf die Saison 2019/20 hin wechselte er zurück in die Nationalliga A. Er schloss sich dem UHC Uster an.
Am 16. März 2021 verkündete der UHC Uster den Abgang von Beerli zum Nationalliga-B-Verein Floorball Thurgau.